# AS Mont-Dore
El AS Mont-Dore es una asociación deportiva, principalmente futbolística de la ciudad de Mont-Dore del país insular oceánico, Nueva Caledonia. Es miembro de la Federación de Fútbol de Nueva Caledonia y milita en la liga de dicho país, en la cual se consagró en 4 ocasiones, en 2002, 2006, 2010 y 2011. Participó en varias ocasiones de la Liga de Campeones de la OFC, donde no consiguió buenos resultados. Jugó también en ciertas ediciones de la Copa de Francia, donde fracasó en todos sus intentos de superar la primera ronda.

## Estadio
Disputa sus partidos en el Numa-Daly Magenta de la ciudad neocaledonia de Nouméa.

## Palmarés
- Superliga (4): 2002, 2006, 2010 y 2011.
- Copa de Nueva Caledonia (3): 2006, 2008 y 2009.